# خانسکایا

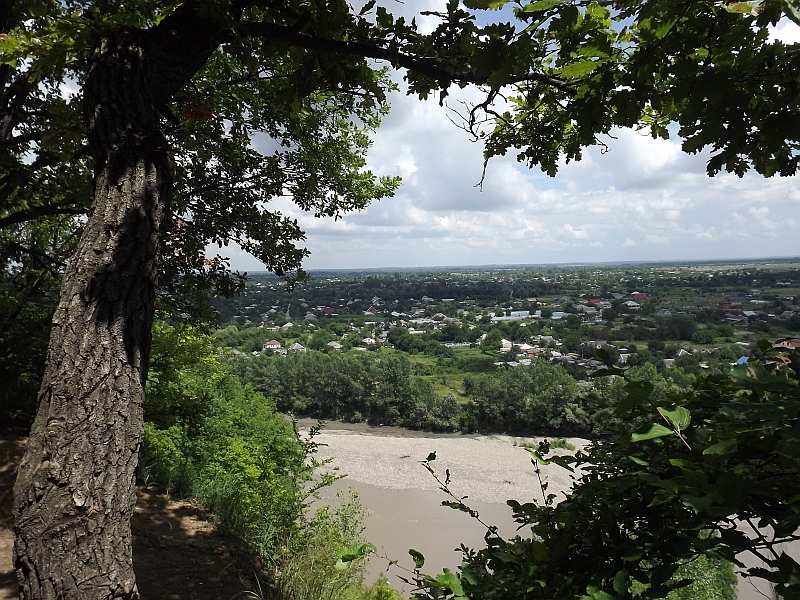
نمایی از خانسکایا، شهری در کشور روسیه - ۲۰۰۰

خانسکایا (به لاتین: Khanskaya) یک شهر در روسیه است که در آدیغیه واقع شده‌است.